# Ramie
Ramie (Boehmeria) je rod rostlin z čeledi kopřivovité (Urticaceae). Zahrnuje celkem asi 96 druhů.

## Popis
Jsou to malé stromy, keře, polokeře nebo vytrvalé byliny, které jsou jednodomé nebo dvoudomé. Zástupci rodu ramie obsahují kryptopleurin, beta-sitosterol, daukosterol a kyselinu 19 alfa-hydroxyursolovou.

## Druhy
- Boehmeria virgata

- Boehmeria aspera
- Boehmeria conica[4]
- Ramie sněhobílá (Boehmeria nivea)